# Dhayet Bendhahoua
Dhayet Bendhahoua (également orthographié Daïa Ben Dahoua ou Daya Ben Dahoua) est une commune de la wilaya de Ghardaïa en Algérie située à 10 km au nord-ouest de Ghardaïa.

## Géographie
La commune est située au Nord de la wilaya de Ghardaïa dans la région du Mzab ; sa superficie est de 2 175 km2.
| Aïn Madhi (Wilaya de Laghouat) | Hassi R'Mel (Wilaya de Laghouat) | Berriane |
| Metlili                        | Dhayet Bendhahoua                | Ghardaïa |
| Metlili                        | Bounoura                         | Ghardaïa |

Dhayet Bendhahoua est située à 10 km au nord-ouest de Ghardaïa et constitue une réplique rurale de cette dernière. L'agglomération de Ghardaïa s'étend sur le territoire de la commune.

## Démographie
Selon le recensement général de la population et de l'habitat de 2008, la population de la commune de Dhayet Bendhahoua est évaluée à 12 643 habitants contre 9 199 en 1998.

## Économie
La commune abrite la seule palmeraie qui subsiste en amont de la vallée du Mzab avec celle d'El Atteuf, située en aval. Elle s'allonge sur 7 km et comporte 200 000 palmiers.
Les palmeraies autour de la localité de Dhayet, connaissent une mise en valeur récente, dans le cadre de l'introduction des maraîchages.

## Culture et patrimoine
Dhayet Bendhahoua et le reste de la vallée du Mzab, sont classés au patrimoine mondial de l'Humanité par l'Unesco depuis 1982.
La commue possède un barrage traditionnel sur l'oued Mzab, dont la fonction consiste à subdiviser les eaux en un certain nombre de conduits pour alimenter la palmeraie, il est géré par la corporation des maamin.